# Механик Тарасов (теплоход)
«Меха́ник Тара́сов» — советский ролкер, построенный в Турку в 1976 году, и затонувший в Атлантическом океане 16 февраля 1982 года.  Из 37 членов экипажа погибло 32 человека.

## Сообщение ТАСС
Сообщение ТАСС от 18 февраля 1982 года гласило:

«По данным, полученным Министерством морского флота СССР, советский контейнеровоз «Механик Тарасов», следовавший из канадского порта Квебек в Ленинград, затонул в районе Ньюфаундленда, попав в зону сильного шторма.

Спасательные работы, которые ведутся в этой зоне, крайне затруднены из-за продолжающегося урагана. Имеются человеческие жертвы.»

## Обстоятельства гибели
Теплоход «Механик Тарасов» был построен на верфи в Финляндии по отечественному проекту и считался современным для данного класса судном, хотя специалисты были не полностью уверены в его мореходных качествах: корпус судна имел широкую корму, очень высокие борта и широкие «развесистые» носовые скулы. Такая форма даже при умеренном волнении на море способствует интенсивной килевой качке. Эксперты считают, что в силу своей конструкции суда вроде «Механика Тарасова» совсем не подходили для плавания в открытом океане и в основном использовались на море.
В последний рейс теплоход вышел из канадского порта Труа-Ривьер курсом на Гамбург, несмотря на предупреждение синоптиков о надвигающемся шторме. Далее судно должно было следовать в Ленинград.
Первые тревожные вести с судна пришли в Балтийское морское пароходство (БМП) уже 13 февраля 1982 года. Сообщалось, что «Механик Тарасов» получил постоянный крен.
В условиях сильнейшего шторма, бушевавшего над Атлантикой, это обстоятельство могло привести к серьёзным осложнениям. «Тарасов» вёз из Канады рулоны газетной бумаги и контейнеры.
Незамедлительно была создана комиссия по спасению теплохода. Её председателем назначили заместителя начальника по безопасности мореплавания БМП Геннадия Чистова. Было высказано предположение, что крен возник в результате смещения груза.
Капитан судна Анатолий Былкин принял решение заполнить забортной водой балластный танк с противоположной крену стороны. Время шло, насосы работали, но крен судна не уменьшался, а увеличивался. С большим запозданием было установлено, что сорвавшийся с креплений тяжелый контейнер пробил стенку балластной цистерны, и вода, закачиваемая в неё, выливалась в трюм, усугубляя ситуацию. Когда причина странного поведения теплохода была выяснена, Былкин приказал включить помпу, чтобы откачать воду из трюма. Но намокшая бумага быстро забивала входные фильтры помпы, затрудняя процесс откачки воды. В это время огромные волны сбили две колонны трюмных вентиляторов, расположенных на носу судна. В палубе образовались две огромные дыры, куда с каждой новой волной стали заливаться сотни тонн воды. Ситуация становилась критической. Крен теплохода уже превышал 35 градусов, а носовая часть быстро погружалась в воду.
В этот день 15 февраля в тяжёлом положении оказались не только советские моряки. Американская нефтяная платформа «Оушн Рейнджер», находящаяся в том же районе, под напором стихии получила опасный крен, и была вынуждена подать SOS. Но идти на помощь американцам в такой ситуации было бы настоящим безумием.
Несмотря на то, что «Механику Тарасову» самому было пора подавать SOS на международной волне, капитан Былкин решил этого не делать. Он ограничился лишь радиограммой в пароходство с просьбой о помощи. Из советских судов ближе всех к месту аварии находился калининградский большой морозильный рыболовный траулер КБ-0244 «Иван Дворский». Тут же полным ходом он пошёл на встречу «Механику Тарасову». Но их разделяло 100 морских миль или, учитывая штормовую погоду, 14 часов ходу.
В это время к «Механику Тарасову» подошло фарерское рыболовное судно «Сигурфари». Капитан Миччял Ольсен впоследствии вспоминал: «Было темно, шёл снег, и ничего не было видно вокруг. Мы пошли против ветра и вскоре на экране радара на расстоянии 7—8 миль обнаружили крупное судно. Когда подошли ближе и связались с ним по радиотелефону, нам ответили: „Мы русские. К нам идёт спасательное судно“».
Видя аварийное состояние «Тарасова», капитан Ольсен решил остаться поблизости, полагая, что его помощь ещё может понадобиться. Так и случилось. Когда Ольсен увидел, что у «Механика Тарасова» волнами оторвало шлюпку, он вновь вышел на связь и спросил: «Есть ли там люди?» Ему ответили: «Все пока на борту».
Отказался советский капитан и от помощи пилотов канадских вертолётов, которые также откликнулись на призыв о помощи. Они кружили над теплоходом до самого последнего момента, пока корабль не затонул, а позднее координировали спасательную операцию, которую вели моряки с «Сигурфари». А вот сами лётчики уже не могли оказать реальной помощи. Их спасательное оборудование позволяло проводить эвакуацию с борта, но не из штормового моря.
В последний момент, когда судно вот-вот должно было уйти под воду, к нему подошёл рыболовный траулер «Иван Дворский», но оказать помощь он не смог. Ночью 16 февраля 1982 года «Механик Тарасов» перевернулся и в 5 ч 23 мин ушёл под воду. Вытащить тонущего человека на высокие борта траулера оказалось делом невозможным. Моряки «Ивана Дворского» смогли поднять только одного человека, который потом умер от переохлаждения.
Фарерцам же удалось поднять на борт девятерых советских моряков. Их растирали спиртом, укутывали в тёплую одежду. Но спасти удалось только пятерых. Остальные члены экипажа «Механика Тарасова» погибли от переохлаждения.
Особенно запомнилось капитану «Сигурфари», что капитан продолжал говорить с мостика по радиотелефону в то время, когда судно уходило под воду. «У нас не было магнитофона, чтобы записать его речь. Мы не знаем, что он говорил». С тех пор Ольсена мучает вопрос: что же передавал русский капитан перед смертью?

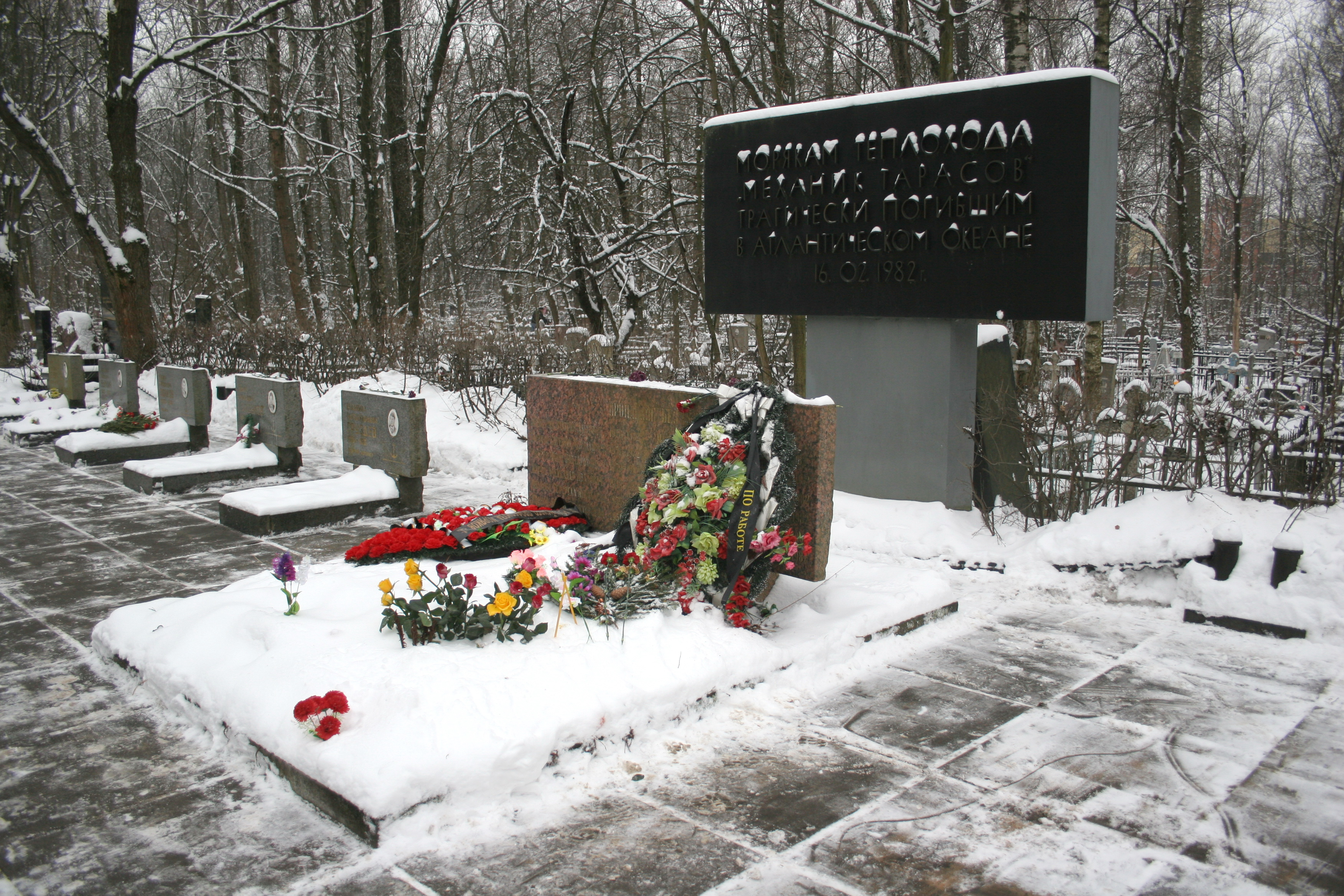
Мемориал морякам теплохода «Механик Тарасов» на Серафимовском кладбище Санкт-Петербурга, трагически погибшим в Атлантическом океане 16 февраля 1982 года.

Позже в район крушения подошёл ленинградский большой морозильный рыболовный траулер НБ-0559 «Толбачик». Когда на следующий день шторм утих, судам оставалось только собрать тела, плавающие на поверхности океана. Как впоследствии отмечал писатель Виктор Конецкий, в том, что «Толбачик» и «Иван Дворский» бросились на помощь «Механику Тарасову», было что-то символическое. «Хотя мы всегда стараемся обойти рыбаков на почтительном расстоянии, я искренне убеждён в том, что самые морские моряки — это рыбаки…», — написал Конецкий. Всё это справедливо, но результат был нулевым.
Расследование причин кораблекрушения «Механика Тарасова» привело к появлению множества вопросов о штормовых мореходных качествах новейших для того времени судов торгового флота, о правильности действий капитана Анатолия Былкина. Однако многочисленные дискуссии об утонувшем судне, в основном носившие технико-политический характер, привели к тому, что в заключении комиссии, расследовавшей факт гибели судна, были прописаны технические причины трагедии. После этого в конструкцию однотипных ролкеров были внесены некоторые изменения, а использование их на трансатлантических линиях прекратили. Однако споры о виновности или невиновности капитана продолжаются до сих пор.
Указом Президиума Верховного Совета СССР от 11 мая 1982 года за проявленные мужество и самоотверженность при выполнении морского и международного долга во время спасания моряков советского теплохода «Механик Тарасов» капитан траулера «Сигурфари» Миччял Ольсен был награждён орденом «Дружбы народов», а остальные 24 члена экипажа фарерского судна — медалью «За спасение утопающих».
Суда подобного типа («Механик Евграфов») использовались только на европейских линиях.
Капитан А. Былкин решил поставить эксперимент по прохождению таких судов в Канаду. Он добился разрешения у руководства Балтийского морского пароходства на этот рейс и потерпел фиаско.